# Meitetsu Seto-Linie
| Triebzug des Typs 4000 auf der Seto-Linie |                           |                         |                         |
| |                           |                         |                         |
| Streckenlänge: | 20,6 km                   |                         |                         |
| Spurweite: | 1067 mm (Kapspur)         |                         |                         |
| Stromsystem: | 1500 V =                  |                         |                         |
| Streckengeschwindigkeit: | 100 km/h                  |                         |                         |
| Zweigleisigkeit: | ganze Strecke             |                         |                         |
| |                           |                         |                         |
| Gesellschaft: | Meitetsu (Nagoya Tetsudō) |                         |                         |
| \| \| 0,0* \| Horikawa (堀川) \| 1915–1976 \| \| \| 0,2* \| Misono (御薗) \| 1911–1921 \| \| \| 0,7* \| Honmachi (本町) \| 1911–1976 \| \| \| 1,0* \| Ōtsumachi (大津町) \| 1926–1976 \| \| \| 0,0 \| Sakaemachi (栄町) \| 1978– \| \| \| \| \| \| \| \| 1,2* \| Hisaya (久屋) \| 1911–1944 \| \| \| 1,51,9* \| Higashiōte (東大手) \| 1978– \| \| \| \| \| \| \| \| 2,2* \| Doishita (土居下) \| 1911–1976 \| \| \| \| \| \| \| \| 2,6* \| Doishita \| 1976–1978 \| \| \| \| Nagoya-Autobahn 1 \| \| \| \| 2,8* \| Shimizu \| 1911–1976 \| \| \| 2,2 \| Shimizu (清水) \| 1980– \| \| \| 2,73,3* \| Amagasaka (尼ヶ坂) \| 1911– \| \| \| 3,3* \| Shihanka (師範下) \| –1929 \| \| \| 3,8* \| Shagushi (社宮祠) \| 1913–1956 \| \| \| 4,2* \| Sakashita (坂下) \| –1941 \| \| \| 3,6 \| Morishita (森下) \| 1956– \| \| \| 4,4* \| Morishita \| 1913–1956 \| \| \| 5,0* \| Ekimae (駅前) \| 1913–1956 \| \| \| 4,65,2* \| Ōzone (大曽根) \| 1906– \| \| \| \| Chūō-Hauptlinie \| 1911– \| \| \| \| \| \| \| \| 5,9 \| Yada (矢田) \| 1905– \| \| \| \| Yada-gawa \| \| \| \| 6,4 \| Moriyamaguchi (守山口) \| 1921–1969 \| \| \| \| Yutorito-Linie \| 2001– \| \| \| 7,0 \| Moriyama-Jieitai-mae \| Moriyama-Jieitai-mae \| \| \| \| (守山自衛隊前) \| 1905– \| \| \| 7,6 \| Hyōtan-yama (瓢箪山) \| 1936– \| \| \| 7,9 \| Kasadera-michi (笠寺道) \| 1905–1969 \| \| \| 8,6 \| Obata (小幡) \| 1905– \| \| \| 9,5 \| Obatahara (小幡原) \| 1944–1969 \| \| \| \| Betriebshof Kitayama \| 1946–2007 \| \| \| 9,9 \| Kitayama (喜多山) \| 1927– \| \| \| \| Mei-Nikan-Autobahn \| \| \| \| 10,7 \| Ōmori-Kinjōgakuin-mae \| Ōmori-Kinjōgakuin-mae \| \| \| \| (大森・金城学院前) \| 1905– \| \| \| 11,5 \| Kasumigaoka (霞ヶ丘) \| 1944–1969 \| \| \| \| Tōmei-Autobahn \| \| \| \| 12,2 \| Inba (印場) \| 1995– \| \| \| 12,5 \| Inba \| 1944–1969 \| \| \| 13,1 \| Asahi-mae (旭前) \| 1905– \| \| \| 13,7 \| Tsunboseki (聾石) \| 1905–1942 \| \| \| \| Betriebshof Owari-Asahi \| \| \| \| 14,7 \| Owari-Asahi (尾張旭) \| 1905– \| \| \| 15,2 \| Hiraike (平池) \| 1944–1969 \| \| \| 16,1 \| Sangō (三郷) \| 1905– \| \| \| 17,0 \| Nenohana (根ノ鼻) \| 1944–1969 \| \| \| 18,0 \| Mizuno (水野) \| 1905– \| \| \| 18,7 \| Shin-Seto (新瀬戸) \| 1927– \| \| \| \| Setoshi (瀬戸市) \| \| \| \| \| Aichi-Ringlinie \| 1988– \| \| \| 19,1 \| Gakuen-mae (学園前) \| –1926 \| \| \| 19,4 \| Seto-Shiyakusho-mae \| Seto-Shiyakusho-mae \| \| \| \| (瀬戸市役所前) \| 1905– \| \| \| 20,5 \| Owari-Seto \| 1905–2002 \| \| \| 20,6 \| Owari-Seto (尾張瀬戸) \| 2002– \| |                           |                         |                         |
| Kopfbahnhof Streckenanfang (Strecke außer Betrieb) | 0,0*                      | Horikawa (堀川)         | 1915–1976               |
| Haltepunkt / Haltestelle (Strecke außer Betrieb) | 0,2*                      | Misono (御薗)           | 1911–1921               |
| Haltepunkt / Haltestelle (Strecke außer Betrieb) | 0,7*                      | Honmachi (本町)         | 1911–1976               |
| Haltepunkt / Haltestelle (Strecke außer Betrieb) | 1,0*                      | Ōtsumachi (大津町)      | 1926–1976               |
| Kopfbahnhof Streckenanfang (im Tunnel) · Strecke (außer Betrieb) | 0,0                       | Sakaemachi (栄町)       | 1978–                   |
| Strecke von links (außer Betrieb) · Kreuzung (Querstrecke außer Betrieb) (im Tunnel) · Strecke nach rechts (außer Betrieb) |                           |                         |                         |
| Haltepunkt / Haltestelle (Strecke außer Betrieb) · Strecke (im Tunnel) | 1,2*                      | Hisaya (久屋)           | 1911–1944               |
| Haltepunkt / Haltestelle (Strecke außer Betrieb) · Haltepunkt / Haltestelle (im Tunnel) | 1,51,9*                   | Higashiōte (東大手)     | 1978–                   |
| Strecke nach links (außer Betrieb) · Kreuzung (Querstrecke außer Betrieb) (im Tunnel) · Strecke von rechts (außer Betrieb) |                           |                         |                         |
| Tunnelende · Haltepunkt / Haltestelle (Strecke außer Betrieb) | 2,2*                      | Doishita (土居下)       | 1911–1976               |
| Strecke von links (außer Betrieb) · Kreuzung (Querstrecke außer Betrieb) · Strecke nach rechts (außer Betrieb) |                           |                         |                         |
| Strecke (außer Betrieb) · ehemaliger Haltepunkt / Haltestelle | 2,6*                      | Doishita                | 1976–1978               |
| Strecke (außer Betrieb) |                           | Nagoya-Autobahn 1       | Nagoya-Autobahn 1       |
| Haltepunkt / Haltestelle (Strecke außer Betrieb) · Strecke | 2,8*                      | Shimizu                 | 1911–1976               |
| Strecke (außer Betrieb) · Haltepunkt / Haltestelle | 2,2                       | Shimizu (清水)          | 1980–                   |
| Strecke nach links (außer Betrieb) · Turmhaltepunkt · Strecke von rechts (außer Betrieb) | 2,73,3*                   | Amagasaka (尼ヶ坂)      | 1911–                   |
| Strecke · Haltepunkt / Haltestelle (Strecke außer Betrieb) | 3,3*                      | Shihanka (師範下)       | –1929                   |
| Strecke · Haltepunkt / Haltestelle (Strecke außer Betrieb) | 3,8*                      | Shagushi (社宮祠)       | 1913–1956               |
| Strecke · Haltepunkt / Haltestelle (Strecke außer Betrieb) | 4,2*                      | Sakashita (坂下)        | –1941                   |
| Haltepunkt / Haltestelle · Haltepunkt / Haltestelle (Strecke außer Betrieb) | 3,6                       | Morishita (森下)        | 1956–                   |
| Strecke · Haltepunkt / Haltestelle (Strecke außer Betrieb) | 4,4*                      | Morishita               | 1913–1956               |
| Strecke von rechts · Strecke · Haltepunkt / Haltestelle (Strecke außer Betrieb) | 5,0*                      | Ekimae (駅前)           | 1913–1956               |
| Bahnhof (Strecke außer Betrieb) | 4,65,2*                   | Ōzone (大曽根)          | 1906–                   |
| Strecke nach links · Kreuzung geradeaus oben · Kreuzung geradeaus unten (Strecke geradeaus außer Betrieb) |                           | Chūō-Hauptlinie         | 1911–                   |
| |                           |                         |                         |
| Haltepunkt / Haltestelle | 5,9                       | Yada (矢田)             | 1905–                   |
| Brücke über Wasserlauf |                           | Yada-gawa               | Yada-gawa               |
| ehemaliger Haltepunkt / Haltestelle | 6,4                       | Moriyamaguchi (守山口)  | 1921–1969               |
| Kreuzung mit U-Bahn geradeaus unten |                           | Yutorito-Linie          | 2001–                   |
| Haltepunkt / Haltestelle | 7,0                       | Moriyama-Jieitai-mae    | Moriyama-Jieitai-mae    |
| Strecke |                           | (守山自衛隊前)          | 1905–                   |
| Haltepunkt / Haltestelle | 7,6                       | Hyōtan-yama (瓢箪山)    | 1936–                   |
| ehemaliger Haltepunkt / Haltestelle | 7,9                       | Kasadera-michi (笠寺道) | 1905–1969               |
| Haltepunkt / Haltestelle | 8,6                       | Obata (小幡)            | 1905–                   |
| ehemaliger Haltepunkt / Haltestelle | 9,5                       | Obatahara (小幡原)      | 1944–1969               |
| Betriebsstelle Streckenanfang und quer (Strecke außer Betrieb) · Abzweig geradeaus und ehemals nach rechts |                           | Betriebshof Kitayama    | 1946–2007               |
| Bahnhof | 9,9                       | Kitayama (喜多山)       | 1927–                   |
| |                           | Mei-Nikan-Autobahn      |                         |
| Haltepunkt / Haltestelle | 10,7                      | Ōmori-Kinjōgakuin-mae   | Ōmori-Kinjōgakuin-mae   |
| Strecke |                           | (大森・金城学院前)      | 1905–                   |
| ehemaliger Haltepunkt / Haltestelle | 11,5                      | Kasumigaoka (霞ヶ丘)    | 1944–1969               |
| |                           | Tōmei-Autobahn          |                         |
| Haltepunkt / Haltestelle | 12,2                      | Inba (印場)             | 1995–                   |
| ehemaliger Haltepunkt / Haltestelle | 12,5                      | Inba                    | 1944–1969               |
| Haltepunkt / Haltestelle | 13,1                      | Asahi-mae (旭前)        | 1905–                   |
| ehemaliger Haltepunkt / Haltestelle | 13,7                      | Tsunboseki (聾石)       | 1905–1942               |
| Betriebsstelle Streckenanfang und quer · Abzweig geradeaus und von rechts |                           | Betriebshof Owari-Asahi | Betriebshof Owari-Asahi |
| Bahnhof | 14,7                      | Owari-Asahi (尾張旭)    | 1905–                   |
| ehemaliger Haltepunkt / Haltestelle | 15,2                      | Hiraike (平池)          | 1944–1969               |
| Haltepunkt / Haltestelle | 16,1                      | Sangō (三郷)            | 1905–                   |
| ehemaliger Haltepunkt / Haltestelle | 17,0                      | Nenohana (根ノ鼻)       | 1944–1969               |
| Haltepunkt / Haltestelle | 18,0                      | Mizuno (水野)           | 1905–                   |
| Bahnhof | 18,7                      | Shin-Seto (新瀬戸)      | 1927–                   |
| Kreuzung geradeaus unten · Bahnhof quer |                           | Setoshi (瀬戸市)        | Setoshi (瀬戸市)        |
| Strecke |                           | Aichi-Ringlinie         | 1988–                   |
| ehemaliger Haltepunkt / Haltestelle | 19,1                      | Gakuen-mae (学園前)     | –1926                   |
| Haltepunkt / Haltestelle | 19,4                      | Seto-Shiyakusho-mae     | Seto-Shiyakusho-mae     |
| Strecke |                           | (瀬戸市役所前)          | 1905–                   |
| ehemaliger Bahnhof | 20,5                      | Owari-Seto              | 1905–2002               |
| Kopfbahnhof Streckenende | 20,6                      | Owari-Seto (尾張瀬戸)   | 2002–                   |

Die Meitetsu Seto-Linie (jap. 名鉄瀬戸線, Meitetsu Seto-sen) ist eine Eisenbahnstrecke auf der japanischen Insel Honshū, die von der Bahngesellschaft Meitetsu (Nagoya Tetsudō) betrieben wird. Sie beginnt im Stadtzentrum von Nagoya in der Präfektur Aichi und führt zum nordöstlich gelegenen Vorort Seto. Als einzige ist die Seto-Linie ist nicht mit dem übrigen Streckennetz der Meitetsu verbunden.

## Streckenbeschreibung
Die vollständig zweigleisige Strecke ist 20,6 km lang, in Kapspur (1067 mm) verlegt und mit 1500 V Gleichspannung elektrifiziert. Es werden 20 Bahnhöfe bedient, die Höchstgeschwindigkeit beträgt 100 km/h. Der westliche Ausgangspunkt ist der unterirdische Bahnhof Sakaemachi, der sich in zentraler Lage in der Nähe des Fernsehturms Nagoya und des U-Bahnhofs Sakae befindet. Die Strecke verläuft zunächst nordwärts im 1,7 km langen Sakaemachi-Tunnel, der zum Teil parallel zur Meijō-Linie der U-Bahn Nagoya verläuft und den nachfolgenden Bahnhof Higashiōte mit einschließt. Kurz darauf folgt das Tunnelportal und die Strecke biegt vor dem Bahnhof Shimizu in einem weiten Bogen nach Osten ab, wobei ein bis zu 30 Promille steiler Steigungsabschnitt bewältigt wird. Sie verläuft aufgeständert entlang der Schichtstufe des Nagoya-Plateaus und erreicht den Bahnhof Ōzone, einen bedeutenden Verkehrsknotenpunkt am östlichen Rand der Innenstadt. Hier besteht Anschluss an die Chūō-Hauptlinie, die Meijō-Linie und die Spurbusstrecke der Yutorito-Linie.
Unmittelbar nach dem Bahnhof Yada folgen eine enge Kurve mit einem Radius von 120 Metern und eine Fachwerkbrücke über den Fluss Yada. Kurz vor Moriyama-Jieitai-mae befindet sich ein höhengleicher Bahnübergang, über den nicht nur eine Straße, sondern auch der Viadukt der Yutorio-Linie hinwegführt. Von hier aus verläuft die Strecke entlang der Nordseite des Tals, überwiegend parallel zur Präfekturstraße 61. Diese vielbefahrene Hauptstraße wird östlich von Obata mittels eines weiteren höhengleichen Bahnübergangs gequert, der in der Mitte einer S-Kurve liegt. Da es hier aufgrund der geschlossenen Barrieren sehr oft lange Rückstaus gibt, ist zurzeit zwischen Obata und Ōmori-Kinjōgakuin-mae ein neuer Viadukt in Bau, der die Situation entschärfen soll. Westlich von Owari-Asahi liegt an der Südseite ein Betriebshof mit Abstellanlage und Wartungshalle. Im Zentrum von Seto führt die Seto-Linie unter den Viadukt der Aichi-Ringlinie hindurch. Schließlich endet sie in Owari-Seto am Rande des Owari-Hügellands.

## Zugangebot
Auf der Meitetsu Seto-Linie verkehren die Züge nach einem dichten Taktfahrplan. Tagsüber wird ein Zehn-Minuten-Takt angeboten, während der Hauptverkehrszeit fahren die Züge alle vier bis fünf Minuten, am Abend alle 15 Minuten. Es gibt drei verschiedene Zuggattungen, die jeweils von Sakaemachi nach Owari-Seto und zurück fahren. Den ganzen Tag über werden Lokalzüge mit Halt an allen Zwischenbahnhöfen angeboten. Während der Hauptverkehrszeit kommen zwei verschiedene Eilzüge hinzu. Die Junkyū (Semi Express) lassen zwischen Sakaemachi und Obata sechs Bahnhöfe aus und halten unterwegs nur in Higashiōte und Ōzone. Dasselbe gilt für die Kyūkō (Express), die in der Gemeinde Owariasahi zwei zusätzliche Bahnhöfe überspringen (somit insgesamt acht).

## Bilder

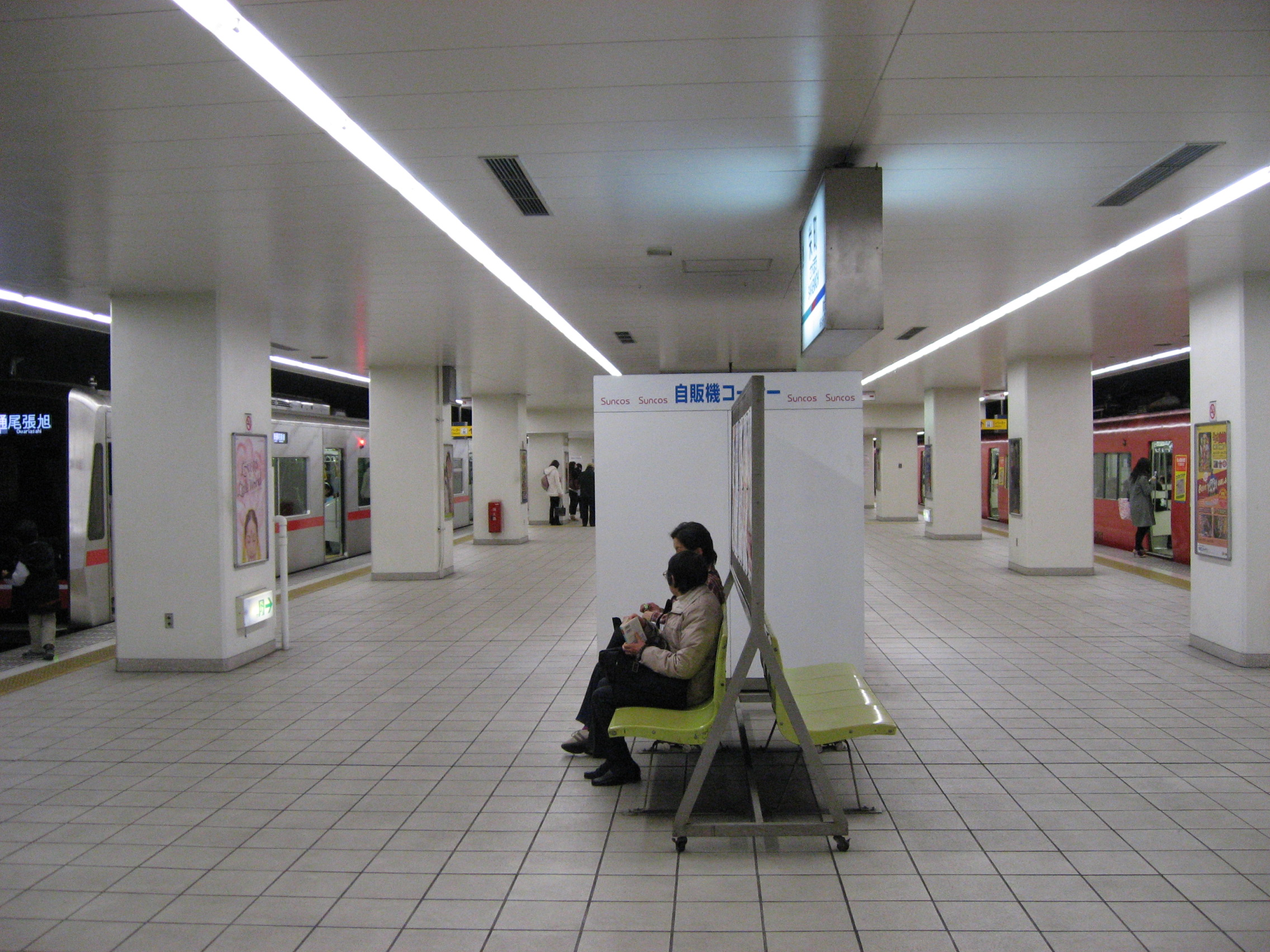
Bahnhof Sakaemachi
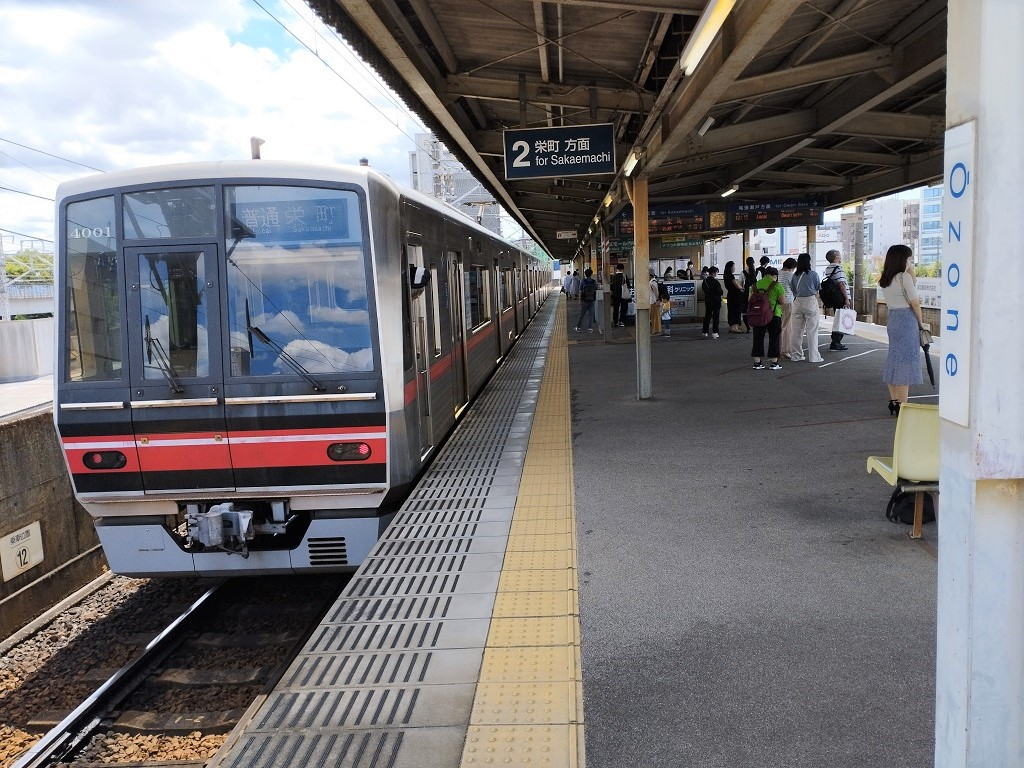
Triebzug der Baureihe 4000 im Bahnhof Ōzone
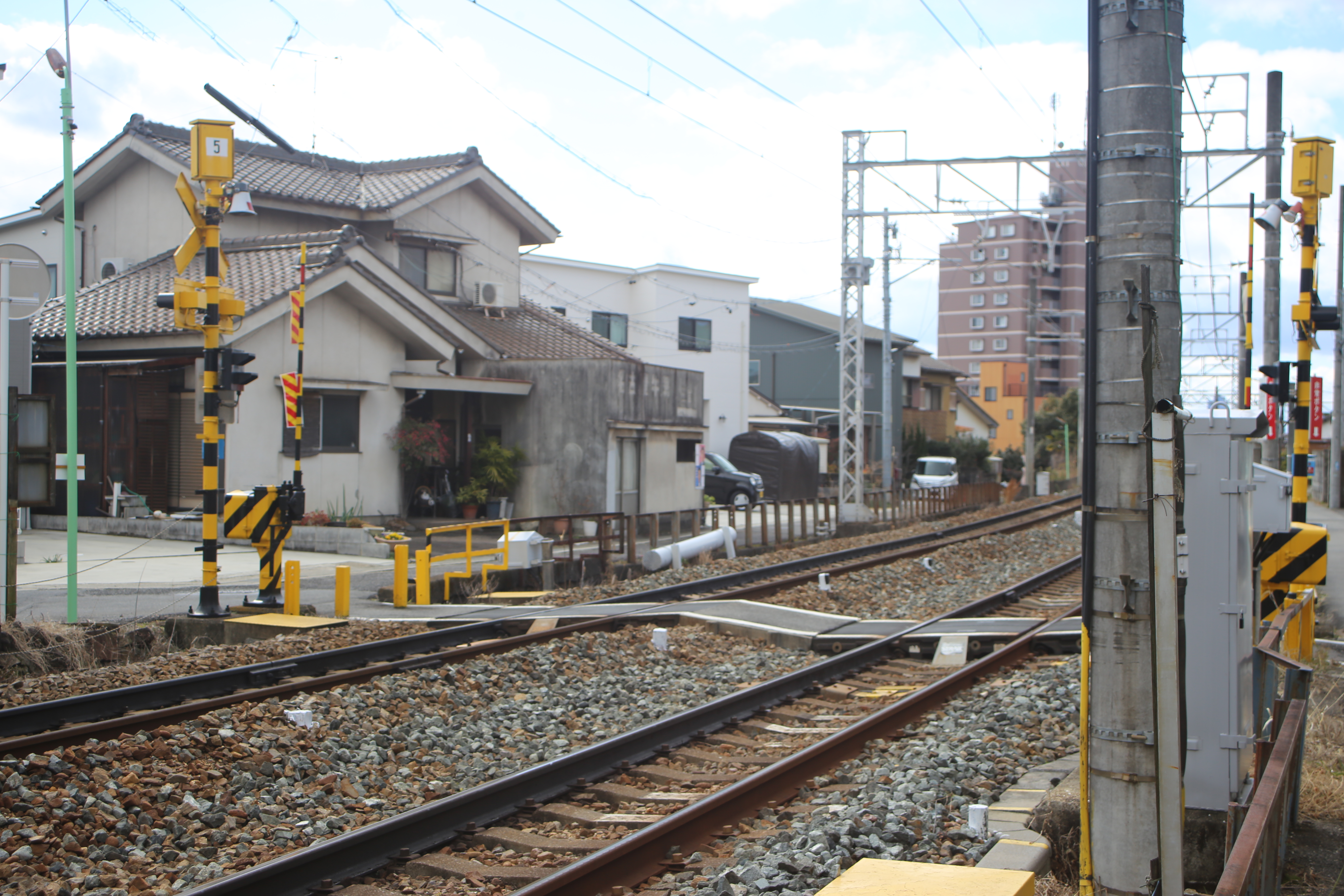
Bahnübergang in Moriyama
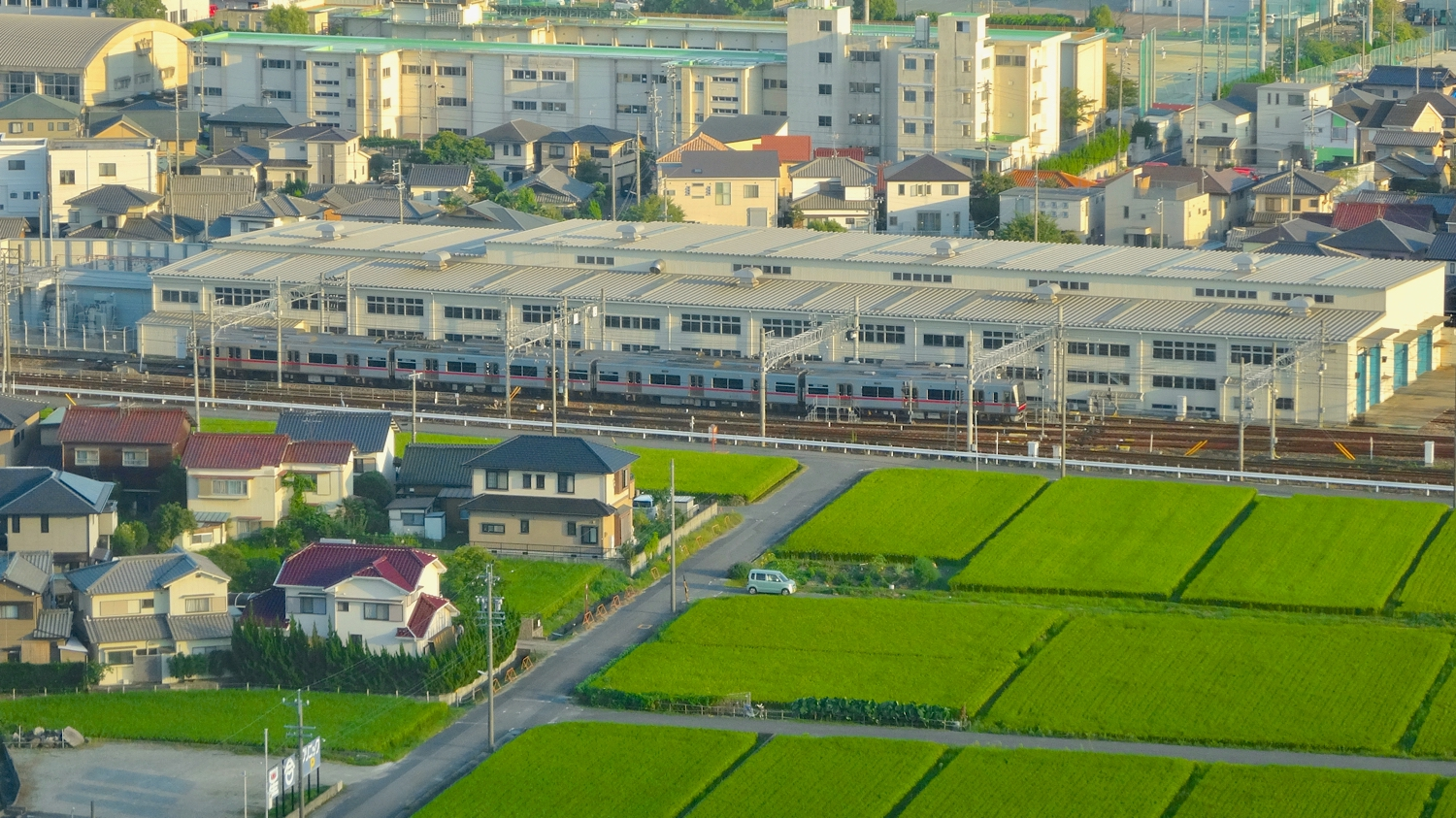
Betriebshof Owari-Asahi
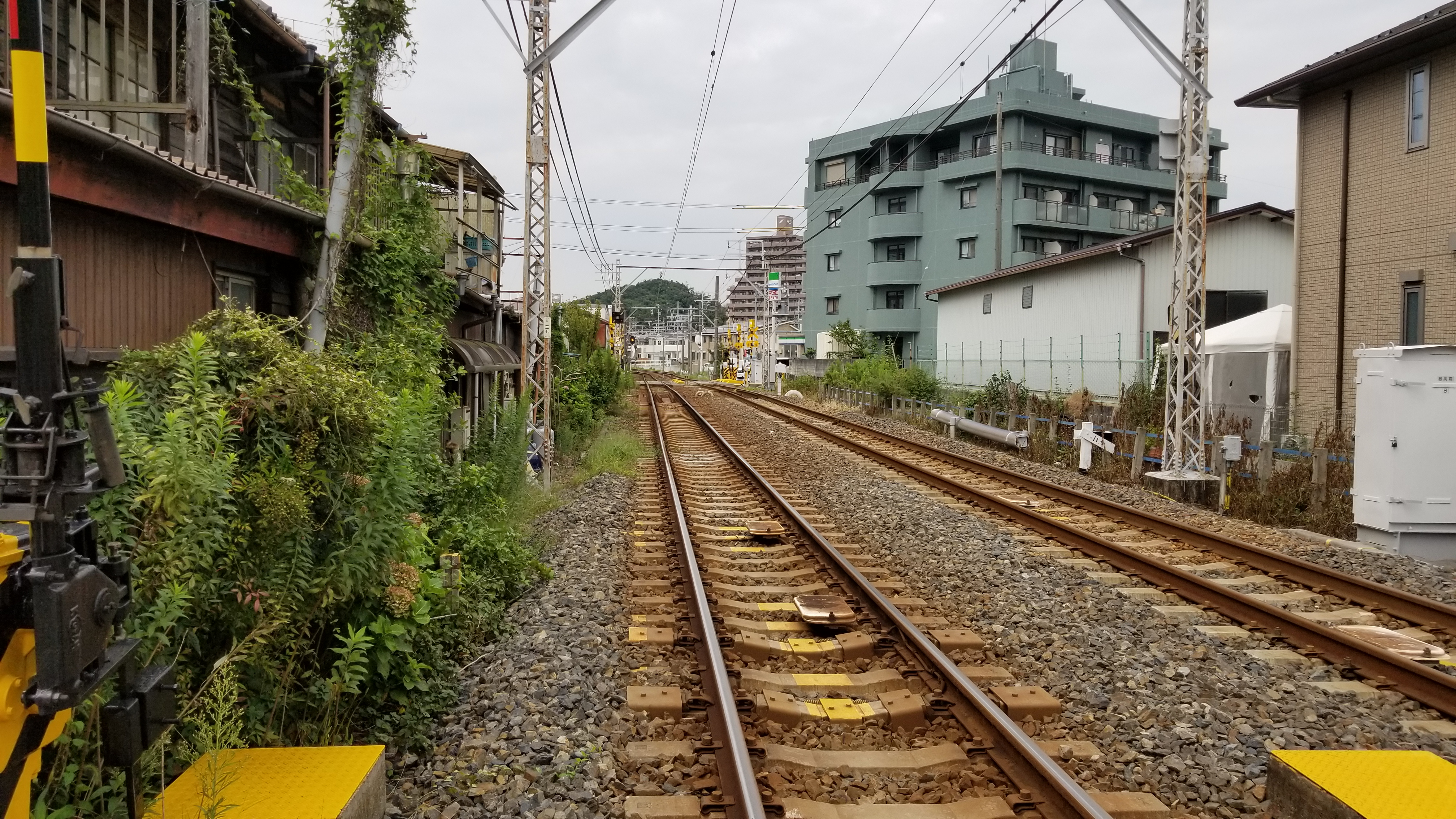
Streckenabschnitt bei Owari-Seto

## Geschichte

### Streckenbau

Emblem der Setoden

Die Stadt Seto verfügte seit langer Zeit über eine florierende Keramikindustrie (Seto-Keramik), so dass sie aktiv einen Anschluss ans Eisenbahnnetz anstrebte. 1887 gelang es jedoch nicht, das staatliche Eisenbahnamt davon zu überzeugen, die geplante Chūō-Hauptlinie über Seto zu führen. Jedoch konnte mit der Regierung eine Vereinbarung getroffen werden: Sollte in Ōzone ein Bahnhof gebaut werden, so bestünde die Möglichkeit, von dort aus eine Zweigstrecke zu errichten. Geschäftsleute aus Seto und Umgebung begannen das Projekt voranzutreiben und erhielten 1901 ein entsprechendes Streckenpatent zugesprochen. Am 17. März 1902 gründeten sie die Bahngesellschaft Seto Jidō Tetsudō (瀬戸自動鉄道, „Automatische Seto-Eisenbahn“). Diese eröffnete am 2. April 1905 den ersten Abschnitt zwischen den Bahnhöfen Yada und Seto (heute Owari-Seto). Am 1. März 1906 folgte die Verlängerung von Yada zum Bahnhof Ōzone.
Zu Beginn wurden drei kompakte Serpollet-Dampflokomotiven eingesetzt, die aber sehr langsam fuhren und umständlich zu bedienen waren. Sie blieben oft in Steigungsabschnitten stecken und die Kapazität der Züge war begrenzt. Aus diesen Gründen entschloss sich die Bahngesellschaft zu einem Wechsel der Traktionsart und änderte ihren Namen am 18. Dezember 1906 in Seto Denki Tetsudō (瀬戸電気鉄道, „Elektrische Seto-Eisenbahn“, kurz Setoden). Am 17. März 1907 erfolgte die Elektrifizierung der Strecke Ōzone–Seto mit 600 V Gleichspannung. Das Elektrizitätswerk von Nagoya stellte damals die Stromversorgung jeden Tag um 18 Uhr ein, um den nächtlichen Strombedarf zu decken, so dass die Dampflokomotiven eine Zeitlang weiterhin im Einsatz standen.
Die Vollendung des Bahnhofs Ōzone an der Chūō-Hauptlinie verspätete sich um mehrere Jahre, weshalb die Setoden danach strebte, ihre Strecke weiter ins Stadtzentrum von Nagoya zu verlängern. Dazu bot sich die Nutzung des Sotobori an, des trockengelegten äußeren Burggrabens der Burg Nagoya. Um dorthin zu gelangen, eröffnete sie am 23. Mai 1911 zunächst den Abschnitt Ōzone–Doishita. Von dort aus führte die Strecke ab September 1911 durch den Burggraben zur provisorischen Endstation Misono. Zudem bestand seit April 1911 in Ōzone eine Gleisverbindung zur Chūō-Hauptlinie, was zu einer deutlichen Zunahme des Güterverkehrs führte. Der Abschnitt Ōzone–Misono erhielt am 1. November 1913 ein zweites Gleis und am 18. Januar 1915 war der Streckenbau mit der Inbetriebnahme des zweigleisigen Abschnitts Misono–Horikawa abgeschlossen. An der neuen stadtseitigen Endstation bestand die Möglichkeit, Güter (insbesondere Töpferwaren) auf Frachtkähne zu verladen.
In der Folge nahm die Setoden schrittweise weitere Doppelspurausbauten vor. Diese gingen wie folgt in Betrieb: Ōzone–Obata am 15. Februar 1921, Sangō–Nenohana am 17. Dezember 1924, Yokoyama (heute Shin-Seto–Seto) am 1. Februar 1927, Obata–Inba am 2. Juli 1927, Inba–Sangō am 11. November 1927 und Nenohana–Yokoyama am 27. Dezember 1928. Als letztes kam im Dezember 1929 eine neue Brücke über den Yada hinzu.

### Übernahme durch Meitetsu
In den 1930er Jahren geriet das Unternehmen in finanzielle Schwierigkeiten. Gründe dafür waren die Konkurrenz durch Buslinien und der Rückgang der Keramikindustrie während der Weltwirtschaftskrise. Nach Ausbruch des Pazifikkriegs strebte die japanische Regierung danach, die Effizienz kleinerer privater Verkehrsunternehmen zu steigern. Zu diesem Zweck erließ sie 1938 das „Gesetz zur Koordination von Landverkehrsunternehmen“, was es ihr ermöglichte, insbesondere in den Ballungsräumen Fusionen zu größeren Einheiten anzuordnen. Auf dieser Grundlage wurde die Seto Denki Tetsudō am 1. September 1939 durch die Meitetsu übernommen, obwohl die Strecke nicht mit dem übrigen Meitetsu-Netz verbunden war (und bis heute nicht ist). Da die Anlagen bei den amerikanischen Luftangriffen auf Nagoya kaum in Mitleidenschaft gezogen worden waren, konnte der Betrieb nach Kriegsende nach einer Unterbrechung von nur wenigen Tagen wieder aufgenommen werden.
Östlich von Ōmori-Kinjōgakuin-mae ereignete sich am 5. Januar 1948 ein schweres Zugunglück. Ein Schnellzug von Owari-Seto nach Horikawa näherte sich in einer engen Kurve mit übersetzter Geschwindigkeit dem Bahnhof, als der hintere Wagen aus den Gleisen sprang, umkippte und rund 50 Meter weit mitgeschleift wurde. Der vordere Wagen kippte ebenfalls um und prallte in einen Oberleitungsmast. Dabei kamen 39 Menschen ums Leben und rund 200 weitere erlitten Verletzungen. Während des Kriegs war die Gegend zwischen Ōzone und Shimizu großflächig zerstört worden. Im Rahmen eines umfassenden Wiederaufbauplans sicherte sich die Meitetsu zu günstigen Konditionen eine direktere Trasse, die deutlich weniger kurvenreich war. Die neue Streckenführung ging am 15. Oktober 1956 in Betrieb.
Die 1960er Jahre waren von langwierigen Verhandlungen mit der Stadt Nagoya geprägt. Dabei ging es um die Frage, ob die Seto-Linie in die geplante kommunale U-Bahn miteinbezogen werden oder eine eigenständige Strecke bleiben soll. Zwar konnte die Meitetsu die Abtretung ihrer Strecke verhindern, geriet aber dennoch in Zugzwang. Der zentrumsnahe Bahnhof Ōtsumachi büßte nach der Stilllegung der letzten Straßenbahnstrecken seine Funktion als Umsteigeknoten ein, zudem erfolgte 1971 die Verlängerung der Meijō-Linie von Sakae nach Ōzone. Infolgedessen mussten viele Fahrgäste, die ins Stadtzentrum von Nagoya wollten, in Ōzone umsteigen. Diese Situation machte es zwingend erforderlich, dass die Seto-Linie unabhängig das Stadtzentrum bedienen konnte. Nach einer weiteren Verhandlungsrunde willigte die Meitetsu im November 1971 ein, ihre seit Jahrzehnten ungenutzte Lizenz für die Strecke Yagoto–Akaike (späterer Ausgangspunkt der Meitetsu Toyota-Linie) unentgeltlich an die Stadt abzutreten, worauf diese als Gegenleistung die Erlaubnis für den Bau eines Tunnels zwischen Shimizu und Sakaemachi erteilte.

### Modernisierung

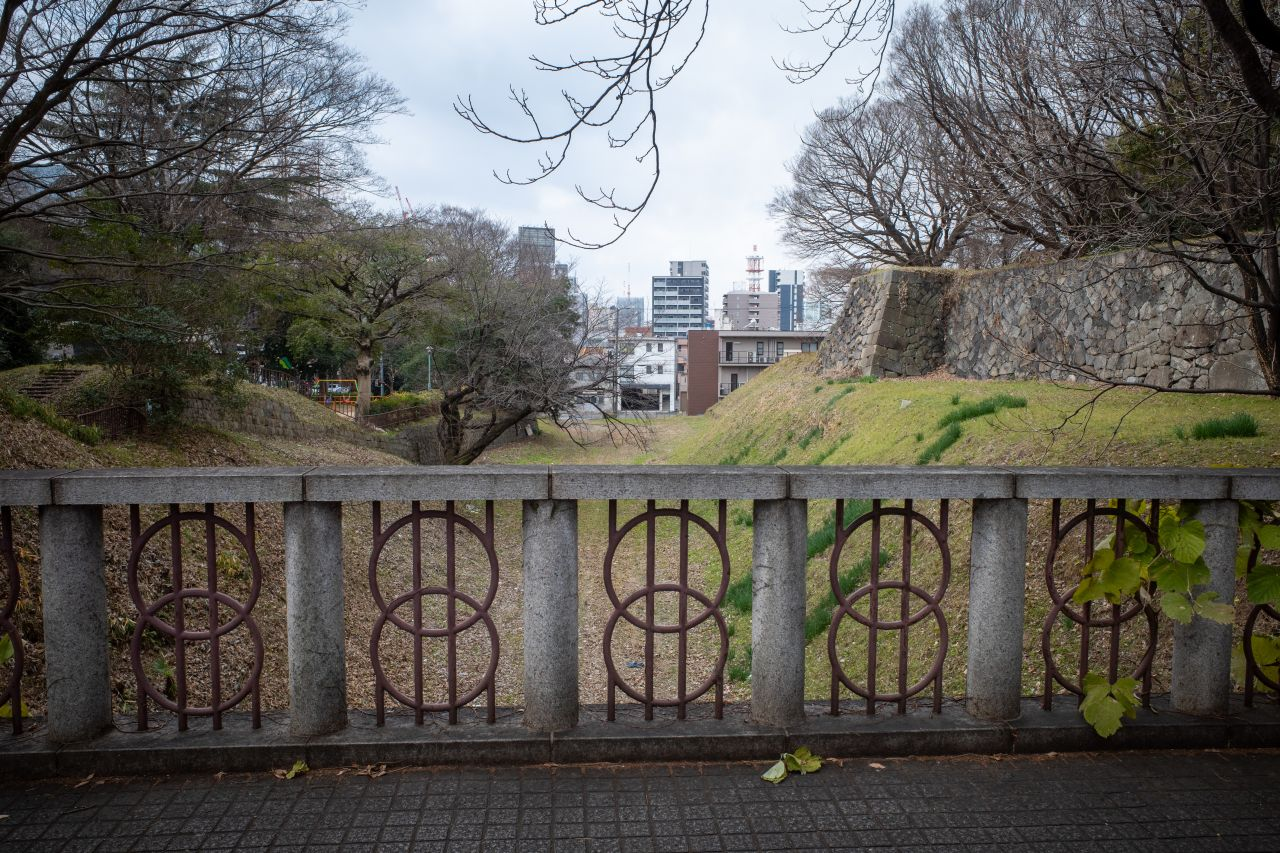
Standort des ehemaligen Endstation Horikawa

Der Spatenstich für den Innenstadttunnel erfolgte am 30. Januar 1976. Zwei Wochen später, am 15. Februar, folgte die Stilllegung des Abschnitts Doishita–Horikawa, was zugleich die Inbetriebnahme eines temporären Endbahnhofs Doishita erforderte. Nachdem am 15. Februar 1978 der einst blühende Güterverkehr vollständig eingestellt worden war, nahm die Meitetsu fünf Wochen später am 19. März eine Erhöhung der Oberleitungsspannung von 600 auf 1500 V vor. Damit ging eine vollständige Erneuerung des Rollmaterials einher. Schließlich eröffnete die Meitetsu am 20. August 1978 den Sakaemachi-Tunnel mit den Tunnelbahnhöfen Higashiōte und Sakaemachi, während sie den Bahnhof Doishita am selben Tag außer Betrieb nahm.
Die ebenerdig verlaufende Abschnitt zwischen Ōzone und Yada war häufig von Überschwemmungen betroffen, vor allem im Bereich der Unterquerung der Chūō-Hauptlinie. Darüber hinaus befand sich der Bahnübergang auf der Nordseite des Bahnhofs Ōzone unmittelbar neben einer Kreuzung von sechs Straßen, was während der Stoßzeit häufig zu Staus führte. Um dieses Verkehrshindernis zu beseitigen, wurde der Abschnitt Morishita–Yada auf einen Viadukt verlegt, der am 21. August 1983 in Betrieb ging. Ein weiterer Viaduktabschnitt kam am 30. September 1990 zwischen Higashiōte und Morishita hinzu, was die Beseitigung weiterer Bahnübergänge ermöglichte. Im Jahr 2006 führte die Meitetsu schrittweise ein Bahnhofsmanagementsystem ein, mit dem die meisten Bahnhöfe entlang der Seto-Linie ferngesteuert betrieben werden können.

## Liste der Bahnhöfe
Ju = Junkyū (Semi-Express); Ky = Kyūkō (Express) 

● = alle Züge halten
| Name | Name                                     | km   | Ju | Kk | Anschlusslinien                                | Lage   | Ort                 |
| ---- | ---------------------------------------- | ---- | -- | -- | ---------------------------------------------- | ------ | ------------------- |
| ST01 | Sakaemachi (栄町)                        | 00,0 | ●  | ●  | Im U-Bhf. Sakae: Higashiyama-Linie Meijō-Linie | Koord. | Higashi-ku, Nagoya  |
| ST02 | Higashiōte (東大手)                      | 01,5 | ●  | ●  |                                                | Koord. | Naka-ku, Nagoya     |
| ST03 | Shimizu (清水)                           | 02,2 | ǀ  | ǀ  |                                                | Koord. | Kita-ku, Nagoya     |
| ST04 | Amagasaka (尼ヶ坂)                       | 02,7 | ǀ  | ǀ  |                                                | Koord. | Kita-ku, Nagoya     |
| ST05 | Morishita (森下)                         | 03,6 | ǀ  | ǀ  |                                                | Koord. | Higashi-ku, Nagoya  |
| ST06 | Ōzone (大曽根)                           | 04,6 | ●  | ●  | Chūō-Hauptlinie Meijō-Linie Yutorito-Linie     | Koord. | Higashi-ku, Nagoya  |
| ST07 | Yada (矢田)                              | 05,9 | ǀ  | ǀ  |                                                | Koord. | Higashi-ku, Nagoya  |
| ST08 | Moriyama-Jieitai-mae (守山自衛隊前)      | 07,0 | ǀ  | ǀ  |                                                | Koord. | Moriyama-ku, Nagoya |
| ST09 | Hyōtan-yama (瓢箪山)                     | 07,6 | ǀ  | ǀ  |                                                | Koord. | Moriyama-ku, Nagoya |
| ST10 | Obata (小幡)                             | 08,6 | ●  | ●  |                                                | Koord. | Moriyama-ku, Nagoya |
| ST11 | Kitayama (喜多山)                        | 09,9 | ●  | ●  |                                                | Koord. | Moriyama-ku, Nagoya |
| ST12 | Ōmori-Kinjōgakuin-mae (大森・金城学院前) | 10,7 | ●  | ●  |                                                | Koord. | Moriyama-ku, Nagoya |
| ST13 | Inba (印場)                              | 12,2 | ●  | ǀ  |                                                | Koord. | Owariasahi          |
| ST14 | Asahi-mae (旭前)                         | 13,1 | ●  | ǀ  |                                                | Koord. | Owariasahi          |
| ST15 | Owari-Asahi (尾張旭)                     | 14,7 | ●  | ●  |                                                | Koord. | Owariasahi          |
| ST16 | Sangō (三郷)                             | 16,1 | ●  | ●  |                                                | Koord. | Owariasahi          |
| ST17 | Mizuno (水野)                            | 18,0 | ●  | ●  |                                                | Koord. | Seto                |
| ST18 | Shin-Seto (新瀬戸)                       | 18,7 | ●  | ●  | im Bhf. Setoshi: Aichi-Ringlinie               | Koord. | Seto                |
| ST19 | Seto-Shiyakusho-mae (瀬戸市役所前)       | 19,4 | ●  | ●  |                                                | Koord. | Seto                |
| ST20 | Owari-Seto (尾張瀬戸)                    | 20,6 | ●  | ●  |                                                | Koord. | Seto                |